# Amazona collaria
Amazona collaria là một loài chim trong họ Psittacidae.

## Hình ảnh

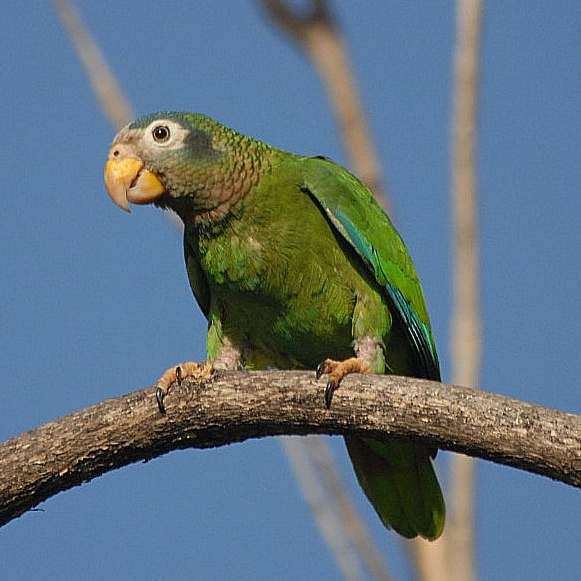
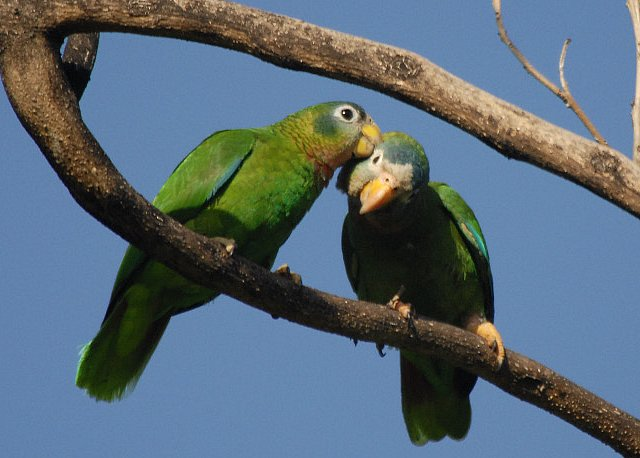